# Wieruszów
Wieruszów (deutsch Weruschau, älter auch Werstadt) ist eine Stadt in Polen in der Woiwodschaft Łódź.

## Geografie

### Geografische Lage
Wieruszów liegt im Südosten der Woiwodschaft Łódź an der Prosna.
Der Ort liegt an den Landesstraßen 8 (droga krajowa 8) von Breslau nach Warschau und der Wojewodschaftsstraße 450 (droga wojewódzka 450), die im Dorf Opatów beginnt und nach Kalisz führt.

## Geschichte
1303 wurde Lutold de Weruchs urkundlich erwähnt, ein Ritter aus Schlesien und wahrscheinlich der Stammvater der Familie Wieruszowski, die in Großpolen im Jahr 1337 erstmals erwähnt wurde. 1340 wurde auch ein Ort namens Werexaw im Gericht in Legnica benannt. Möglicherweise handelte es sich um Stary Wieruszów (Alt-Wieruszów), später Podzamcze, am linken Ufer der Prosna, das 1368 als Wierusow antiqua, antiquum oppidum Wyerusszow in einem Dokument des Breslauer Bischofs Preczlaw von Pogarell erwähnt wurde. Anfänglich gehörte das Gebiet um Ostrzeszów und Kępno am linken Ufer der Prosna in der Zeit der Piasten politisch zu Schlesien, wurde aber am wahrscheinlichsten um das Jahr 1146 zum Teil Großpolens. Aus dieser Zeit rührte die bis 1821 bestehende Zugehörigkeit zum Bistum Breslau.
Die erste sichere urkundliche Erwähnung einer Siedlung am rechten Ufer der Prosna bzw. nova Wieruszow stammt aus dem Jahre 1368. 1401 wurden das Paulinerkloster und die Kirche zum Heiligen Geist errichtet. Im 15. Jahrhundert wurde die städtische Pfarrei von Wieruszów erstmals als zum Erzbistum Gnesen eindeutig gehörend erwähnt. Das Stadtrecht erhielt der Ort Weruschow, auch eingedeutscht Wersilgaw am rechten Ufer der Prosna 1497/1498. Um 1500 siedelten sich die ersten Juden in der Stadt an. Politisch gehörte der Ort zum Weluner Land, ab dem frühen 15. Jahrhundert in der Woiwodschaft Sieradz im Königreich Polen (ab 1569 in der Adelsrepublik Polen-Litauen). In der Zeit der Reformation war die Pfarrkirche in kalvinistischen Händen.
Infolge der Zweiten Teilung Polens kam der Ort unter preußische Herrschaft. Mit der Bildung des Herzogtums Warschau wurde der Ort 1807 Teil desselben. Mit der Bildung Kongresspolens wurde der Ort geteilt. Der westlich der Prosna liegende Teil des Ortes wurde als Podsamtsche (ab 1906 Wilhelmsbrück) Teil Preußens, der Rest fiel an Kongresspolen.
1870 verlor die Stadt ihr Stadtrecht. Nach dem Ersten Weltkrieg wurde der Ortsteil westlich der Prosna unter dem Namen Podzamcze wieder nach Wieruszów eingemeindet. 1919 erhielt der Ort das Stadtrecht zurück und wurde 1920 Teil der neu errichteten Republik Polen. 1939 marschierte die Wehrmacht in den Ort ein. Im September 1941 wurde ein Ghetto eingerichtet, das im August 1942 aufgelöst und dessen Bewohner ins Vernichtungslager Kulmhof deportiert wurden. 1954 wurde der Ort Sitz eines Powiats, verlor dieses Recht aber bei einer Verwaltungsreform 1975 wieder und wurde Teil der Woiwodschaft Kalisz. Bei einer erneuten Reform wurde der Ort 1999 Sitz des Powiat Wieruszowski und Teil der jetzt vergrößerten Woiwodschaft Łódź.

### Einwohnerentwicklung
Um 1900 gab es 1600 Juden in der Stadt, die somit 36 % der Bevölkerung stellten.

## Sehenswürdigkeiten
- Paulinerkloster von 1673
- Hölzerne Kirche von 1746

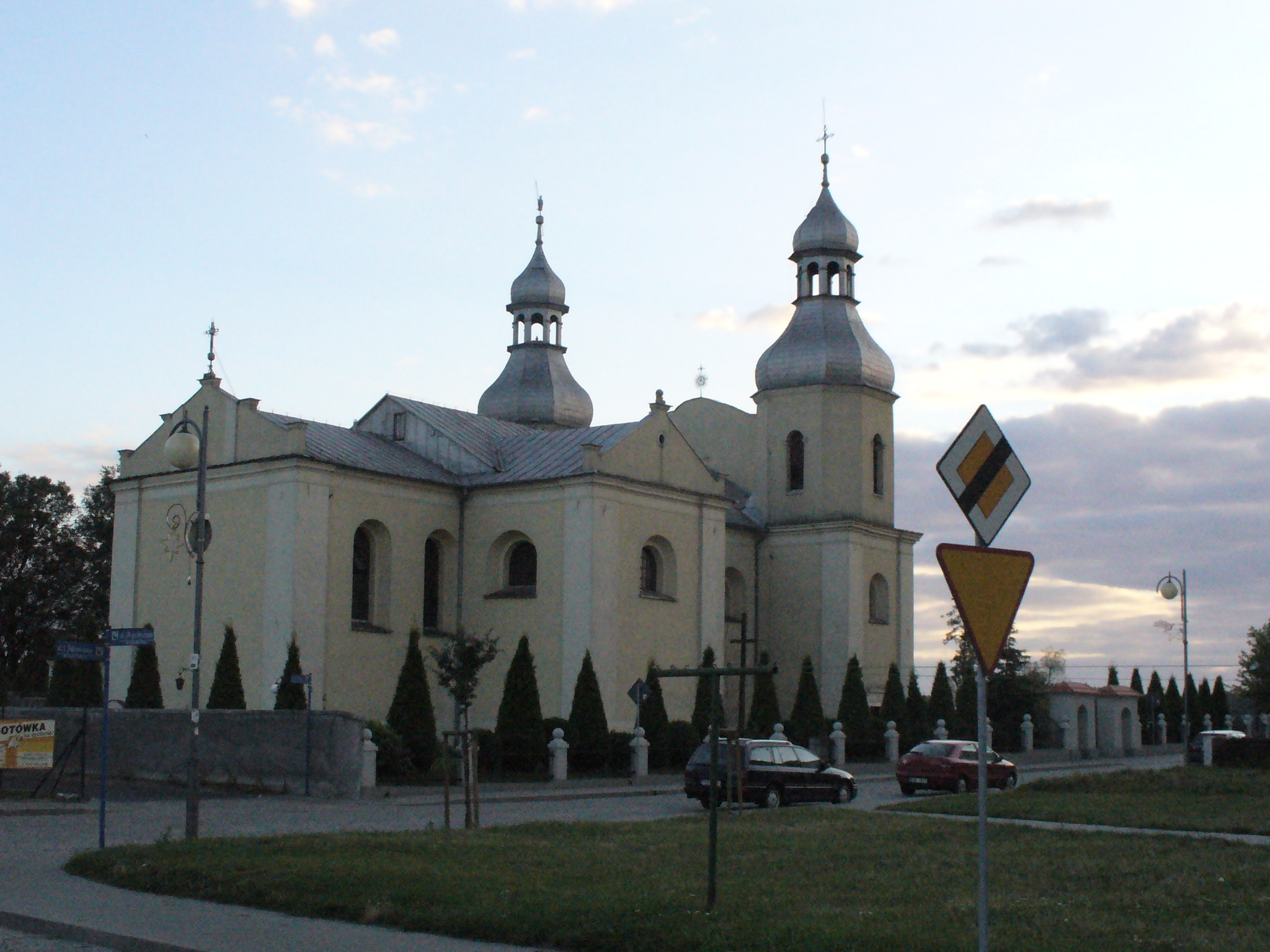
Heiliggeist-Kirche

- Pfarrkirche des hl. Adalbert von Prag von 1789
- Heiliggeist-Kirche von 1676

## Gemeinde
Die Stadt-und-Land-Gemeinde Wieruszów gliedert sich neben dem Hauptort Wieruszów in folgende dreizehn Schulzenämter:
| - Chobanin - Cieszęcin - Górka Wieruszowska - Jutrków - Klatka - Kowalówka - Kuźnica Skakawska | - Lubczyna - Mieleszynek - Mirków - Pieczyska - Polesie - Teklinów - Wyszanów |

## Söhne
- Sigismund Glauer (1840–1916), preußischer Generalmajor
- Adam Leszek Musiałek (* 1957), Ordensgeistlicher und römisch-katholischer Bischof von De Aar in Südafrika
- Marcin Kowalczyk (* 1985), Fußballspieler
- Rafał Kurzawa (* 1993), Fußballspieler